# Liste der Monuments historiques in Étréchy (Essonne)
Die Liste der Monuments historiques in Étréchy (Essonne) führt die Monuments historiques in der französischen Gemeinde Étréchy auf.

## Liste der Bauwerke
| Bezeichnung               | Beschreibung                  | Standort                | Kennzeichnung | Schutzstatus | Datum | Bild           |
| ------------------------- | ----------------------------- | ----------------------- | ------------- | ------------ | ----- | -------------- |
| Kirche St-Étienne         | Erbaut im 13./14. Jahrhundert | (Lage)                  | PA00087909    | Classé       | 1908  | weitere Bilder |
| Bauernhof                 |                               | Le Roussay (Lage)       | PA00087910    | Inscrit      | 1944  |                |
| Bauernhof                 | Erbaut im 13. Jahrhundert     | Route du Touchet (Lage) | PA00087911    | Inscrit      | 1931  | weitere Bilder |
| Pont-aqueduc de la Jeurre |                               | (Lage)                  | PA00088052    | Inscrit      | 1990  |                |

## Liste der Objekte
- Monuments historiques (Objekte) in Étréchy (Essonne) der Base Palissy des französischen Kultusministeriums